# Grassa
Grassa (en francès, Grasse) és un municipi francès al departament dels Alps Marítims (regió de Provença – Alps – Costa Blava). L'any 2005 tenia 48.200 habitants. La ciutat és considerada com la capital mundial del perfum.
| Evolució de la població |        |        |        |        |        |        |        |        |
| 1793                    | 1800   | 1806   | 1821   | 1831   | 1836   | 1841   | 1846   | 1851   |
| 11 604                  | 12 521 | 12 262 | 12 553 | 12 716 | 12 825 | 10 906 | 11 676 | 11 802 |

| 1856   | 1861   | 1866   | 1872   | 1876   | 1881   | 1886   | 1891   | 1896   |
| ------ | ------ | ------ | ------ | ------ | ------ | ------ | ------ | ------ |
| 11 764 | 12 015 | 12 241 | 12 560 | 13 087 | 12 087 | 12 157 | 14 015 | 15 020 |

| 1901   | 1906   | 1911   | 1921   | 1926   | 1931   | 1936   | 1946   | 1954   |
| ------ | ------ | ------ | ------ | ------ | ------ | ------ | ------ | ------ |
| 15 429 | 20 305 | 19 704 | 16 923 | 19 765 | 21 027 | 20 481 | 21 217 | 22 187 |

| 1962   | 1968   | 1975   | 1982   | 1990   | 1999   | 2006 | 2011 | 2016 |
| ------ | ------ | ------ | ------ | ------ | ------ | ---- | ---- | ---- |
| 26 258 | 30 907 | 34 579 | 37 673 | 41 388 | 43 874 | -    | -    | -    |

| 2019 | - | - | - | - | - | - | - | - |
| ---- | - | - | - | - | - | - | - | - |
| -    | - | - | - | - | - | - | - | - |

| Període   | Identitat           | Partit |
| --------- | ------------------- | ------ |
| 1959-1971 | Honoré Lions        | SFIO   |
| 1971-1977 | Hervé de Fontmichel | UDF    |
| 1977-1983 | Georges Vassalo     | PCF    |
| 1983-1995 | Hervé de Fontmichel | UDF    |
| 1995-     | Jean-Pierre Leleux  | UMP    |

## Personatges il·lustres
- Jean-Honoré Fragonard, pintor
- Édith Piaf va morir a Grassa